# Світвотер (Айдахо)
Світвотер (англ. Sweetwater) — переписна місцевість (CDP) в окрузі Нез-Перс штату Айдахо США. Населення — 155 осіб (2020).

## Географія
Світвотер розташований за координатами 46°22′3″ пн. ш. 116°47′51″ зх. д. / 46.36750° пн. ш. 116.79750° зх. д. (46.367637, -116.797480).  За даними Бюро перепису населення США в 2010 році переписна місцевість мала площу 3,09 км², уся площа — суходіл.

## Демографія
Згідно з переписом 2010 року, у переписній місцевості мешкали 143 особи в 59 домогосподарствах у складі 37 родин. Густота населення становила 46 осіб/км².  Було 64 помешкання (21/км²).
Расовий склад населення:
| - 60,8 % — білих - 37,8 % — корінних американців - 0,0 % — осіб інших рас |

До двох чи більше рас належало 1,4 %. Частка іспаномовних становила 2,8 % від усіх жителів.
За віковим діапазоном населення розподілялося таким чином: 24,5 % — особи молодші 18 років, 52,4 % — особи у віці 18—64 років, 23,1 % — особи у віці 65 років та старші. Медіана віку мешканця становила 46,4 року. На 100 осіб жіночої статі у переписній місцевості припадало 123,4 чоловіків;  на 100 жінок у віці від 18 років та старших — 116,0 чоловіків також старших 18 років.
Середній дохід на одне домашнє господарство  становив 48 410 доларів США (медіана — 41 042), а середній дохід на одну сім'ю — 39 816 доларів (медіана — 39 063). За межею бідності перебувало 19,0 % осіб, у тому числі 53,3 % дітей у віці до 18 років та 0,0 % осіб у віці 65 років та старших.
Цивільне працевлаштоване населення становило 58 осіб. Основні галузі зайнятості: сільське господарство, лісництво, риболовля — 39,7 %, мистецтво, розваги та відпочинок — 13,8 %, освіта, охорона здоров'я та соціальна допомога — 13,8 %.